# Persoonlijk telefoongesprek
Een persoonlijk telefoongesprek is een telefoongesprek waarbij de oproeper vraagt om een bepaalde persoon te spreken.
Een dergelijk gesprek wordt altijd door een telefonist(e) tot stand gebracht.
De Nederlandse PTT bood deze service aan voor internationale gesprekken. Voor de meeste internationale gesprekken was toch al de hulp van een telefoniste nodig. In de Verenigde Staten is deze service (person-to-person call) ook bij binnenlandse gesprekken mogelijk.
Bij het aanvragen van het gesprek zegt de oproeper wie hij wenst te spreken. Dat kan een met name genoemde persoon zijn, maar ook iemand met een bepaalde functie of iemand die een bepaalde taal spreekt.

## Voordelen
De gesprekskosten per minuut zijn hoger dan bij een normaal gesprek via een telefoniste, maar daar staat tegenover dat de kosten gerekend worden vanaf het moment dat de gevraagde persoon aan het toestel is gekomen. Daardoor is een persoonlijk gesprek goedkoper als de gesprekskosten hoog zijn (dus bij een internationaal gesprek) en het veel tijd kost om de gevraagde persoon te vinden. 
Kan de gevraagde persoon niet gevonden worden, dan zijn er geen kosten verschuldigd, terwijl bij een normaal gesprek betaald wordt vanaf het moment dat de hoorn van het opgeroepen toestel wordt opgenomen.

## Toepassing
Een persoonlijk telefoongesprek werd vaak aangevraagd door thuisblijvers die contact zochten met vakantiegangers in het buitenland.
De telefoon werd dan bijvoorbeeld beantwoord door de receptioniste van een kampeerterrein of hotel, die een vreemde taal sprak, en daarna duurde het enige tijd voor de vakantiegangers aan het toestel kwamen - als ze al gevonden konden worden. Door een persoonlijk gesprek aan te vragen was er geen taalprobleem en werden er veel kosten bespaard.

## Tegenwoordig
Sinds de komst van de mobiele telefoon wordt er nog maar weinig van deze dienst gebruikgemaakt. Veel telefoonbedrijven bieden de dienst niet meer aan.